# Saint-Pierre-Bénouville
Saint-Pierre-Bénouville is een gemeente in het Franse departement Seine-Maritime (regio Normandië) en telt 326 inwoners (1999). De plaats maakt deel uit van het arrondissement Dieppe.

## Geografie
De oppervlakte van Saint-Pierre-Bénouville bedraagt 8,4 km², de bevolkingsdichtheid is 38,8 inwoners per km².
De onderstaande kaart toont de ligging van Saint-Pierre-Bénouville met de belangrijkste infrastructuur en aangrenzende gemeenten.

## Demografie
Onderstaande figuur toont het verloop van het inwonertal (bron: INSEE-tellingen).